# Nuestra Señora de la Esperanza (Alicante)
Nuestra Señora de la Esperanza es una advocación de la Virgen María que se venera en la iglesia de la Misericordia de la ciudad de Alicante (España).
Es la imagen titular de la Hermandad del Gran Poder y la Esperanza, con la que realiza su estación de penitencia la tarde-noche del Domingo de Ramos, dentro de las celebraciones de la Semana Santa en Alicante. Aunque no tiene título de tal, es vestida imitando a María Santísima de la Esperanza Macarena, incluidas los cinco broches o mariquillas del pecho, el exorno más conocido de la imagen sevillana.
Fue realizada por el imaginero sevillano Antonio Castillo Lastrucci en 1943 en madera de cedro. Tuvo un coste de 3000 pesetas, mide 161 centímetros y representa a una mujer de rasgos sevillanos que no supera la veintena de edad. Le recorren la mejilla derecha dos lágrimas, y la izquierda una.
Fue coronada canónicamente en el año 2011, siendo la primera imagen dolorosa alicantina en recibir esta distinción.